# 마쓰다이라 다다타카 (1801년)
마쓰다이라 다다타카(松平忠堯)는 에도 시대 후기의 다이묘로서 이세 구와나번 제7대 번주, 무사시 오시 번 초대 번주를 맡았다. 오쿠다이라 마쓰다이라가 제9대 당주. 아명은 가조 마쓰다이라 다다아키라의 아명이었던 쓰루마쓰마루(鶴松丸)를 이어받았다.
구와나 번 선대 번주 마쓰다이라 사다스케의 장남으로 태어났으며 부친 사후 가독을 이어받았으나
번주가 된지 얼마 되지않은 1823년에 막부측으로부터 오시 번, 구와나 번, 시라카와번 3자 영지 교체 명령이 내려져, 오시 번으로 전봉되었다.
불혹이 가까워지는데도 후사가 없어 동생 다다사토가 다다타카의 양자로서 후사를 잇게 하였고 다다타카 자신은 은거하였다.
| 전임 마쓰다이라 사다스케 | 제7대 구와나번 번주 (오쿠다이라 마쓰다이라가) 1821년 ~ 1823년 | 후임 마쓰다이라 사다나가 |

| 전임 아베 마사노리 | 제1대 오시 번 번주 (오쿠다이라 마쓰다이라가) 1823년 ~ 1838년 | 후임 마쓰다이라 다다사토 |